# Horodok (oblast de Jytomyr)
Horodok (ukrainien : Городок) est une commune urbaine de l'oblast de Jytomyr, en Ukraine. Elle compte 2 801 habitants en 2021.